# Mezei tikszem
A mezei tikszem vagy pimpernel (Anagallis arvensis) a kankalinfélék (Primulaceae) családjába tartozó apró, egyéves növény.
Tulajdonképpen színváltós - a virág savas körülmények között piros, lúgos körülmények között kék. Virága csak akkor van nyitva, ha a nap süt, kevésbé tiszta időben becsukódik; angol nyelvterületen emiatt szegény ember időjósának is nevezik. Szántóföldeken, réteken fordul elő, és bár különösebben nem titulálják ártalmasnak, azért mérgező. Júniustól szeptemberig virágzik. Európában, Ázsiában és Észak-Afrikában őshonos.

## Képek

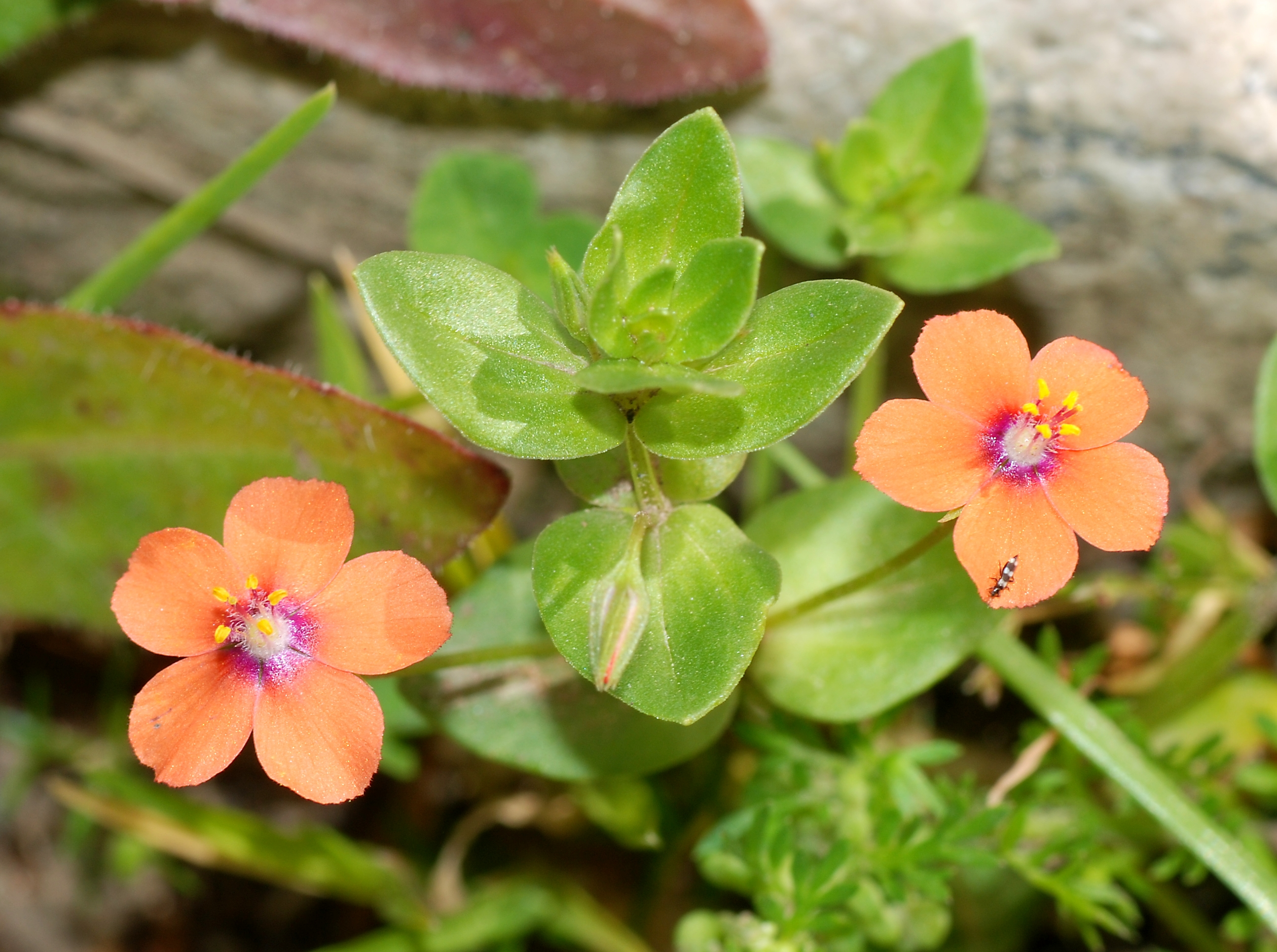
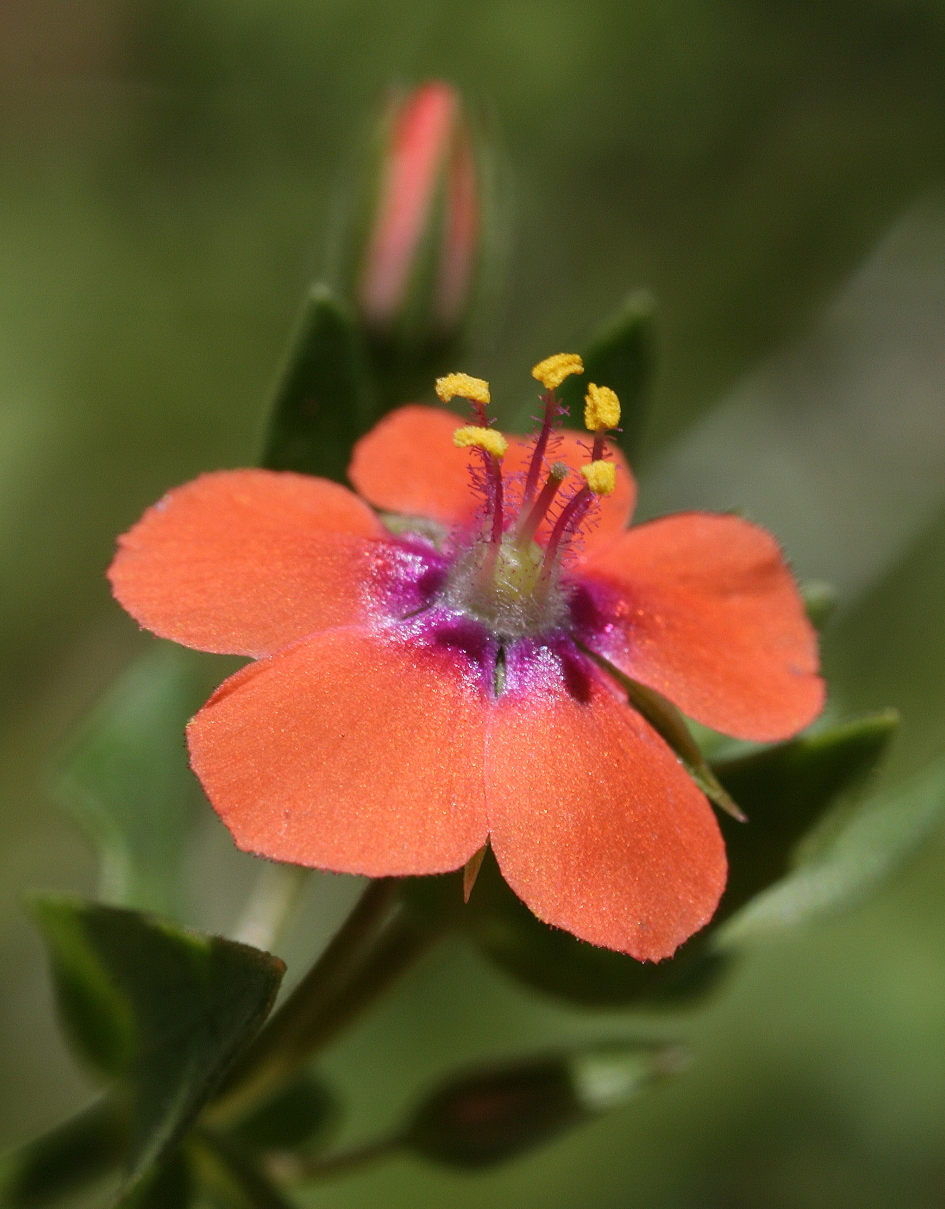
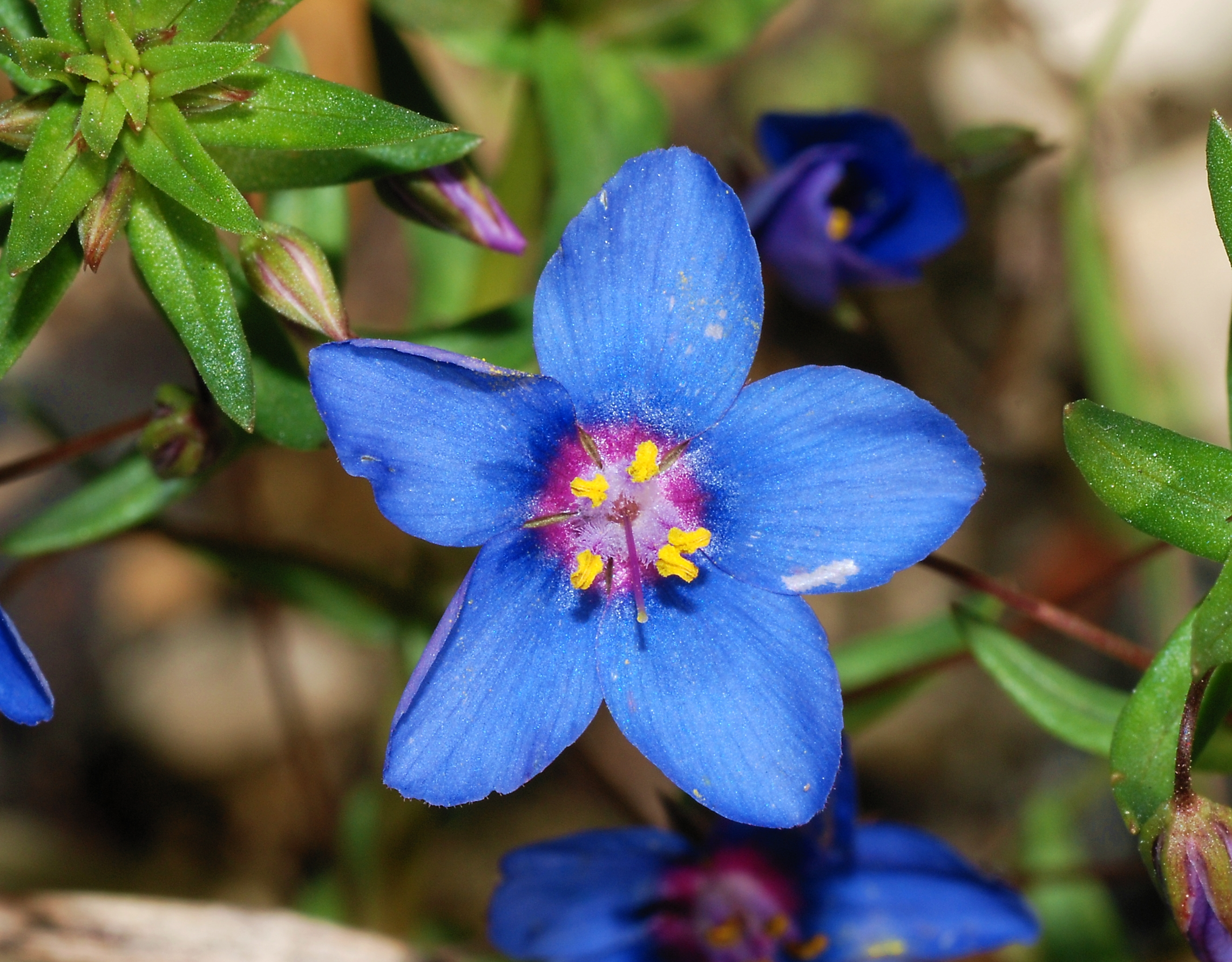
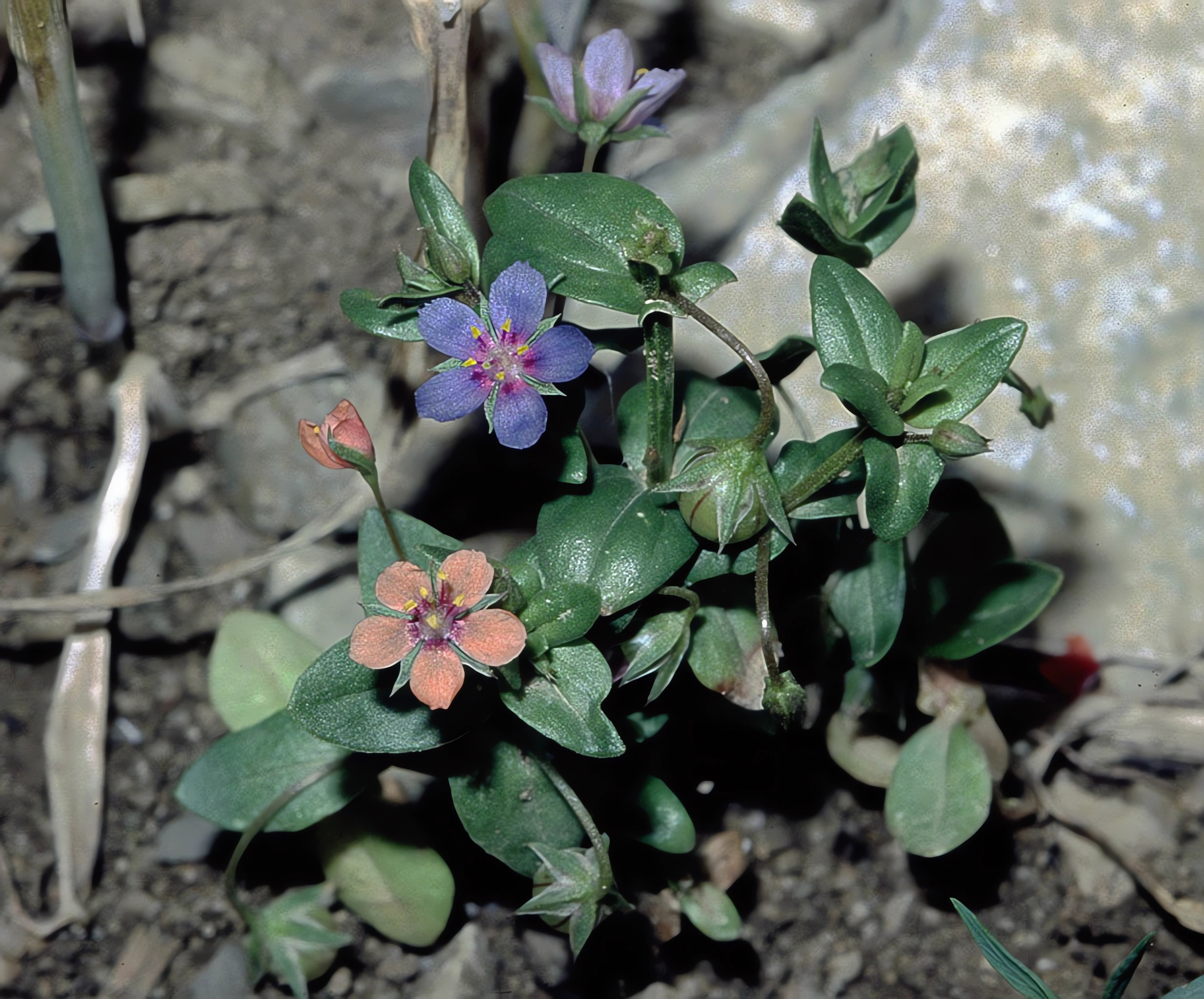